# Abel-Nunatak
Der Abel-Nunatak ist ein rund 200 m hoher Nunatak im Grahamland auf der Antarktischen Halbinsel. Er ist der östlichere zweier isolierter Nunatakker auf der Südseite des Broad Valley auf der Trinity-Halbinsel.
Kartografisch erfasst wurde das Gebiet durch das Falkland Islands Dependencies Survey in den Jahren 1960 bis 1961. Namensgeber ist die biblische Figur des Abel. Der westlich gelegene zweite Nunatak erhielt folglich den Namen Kain-Nunatak.